# Università di Ankara
L'Ankara Üniversitesi (Università di Ankara) è un'università pubblica situata ad Ankara, la capitale della Turchia. È stato il primo istituto di istruzione superiore fondato nella Repubblica turca.
L'università ha circa 40 programmi di formazione professionale vocazionale, 114 programmi di laurea e 110 programmi di specializzazione. In totale ha circa 264 programmi.

## Storia
L'Università di Ankara è stata fondata da Atatürk. La Facoltà di Giurisprudenza è stata istituita nel 1925 per l'addestramento giudiziario, l'Istituto di Tecnologia per l'agricoltura nel 1933, la Scuola di Lingue, Storia e Geografia nel 1935 e la Scuola già esistente di Scienze Politiche (che addestrava amministratori pubblici sotto il nome di Mekteb-i Mülkiye dal 1859, e che è stato successivamente trasferito ad Ankara) del 1936 sulla direttiva di Atatürk. Le scuole di Medicina e di Scienze sono stati stabiliti nel 1940.
L'Università di Ankara, che comprende la Facoltà di Giurisprudenza (1925), la Facoltà di Lingue, Storia e Geografia (1935), la Facoltà di Scienze (1943), e la Facoltà di Medicina (1945), è stata ufficialmente istituita nel 1946. L'Università ha inglobato la Facoltà di Agraria e di Medicina Veterinaria, che in precedenza appartenevano all'Istituto della Tecnologia per l'Agricoltura. La Scuola di Teologia è stata fondata nel 1949 e la Facoltà di Scienze Politiche nel 1950, poi è arrivata la Facoltà di Farmacia nel 1960, e nel 1963 la Scuola di Odontoiatria (che nel 1977 divenne una Facoltà), la Facoltà di Scienze della Formazione nel 1965, e la Facoltà di Scienze della Comunicazione nel 1965. La Facoltà Çankırı della Silvicoltura e della Facoltà di Istruzione alla salute sono stati aperti per l'istruzione nel 1996.

## Organizzazione
Le 15 facoltà sono:
- Facoltà di Medicina
- Facoltà di Odontoiatria
- Facoltà di Farmacia
- Facoltà dell'educazione alla salute
- Facoltà di Medicina Veterinaria

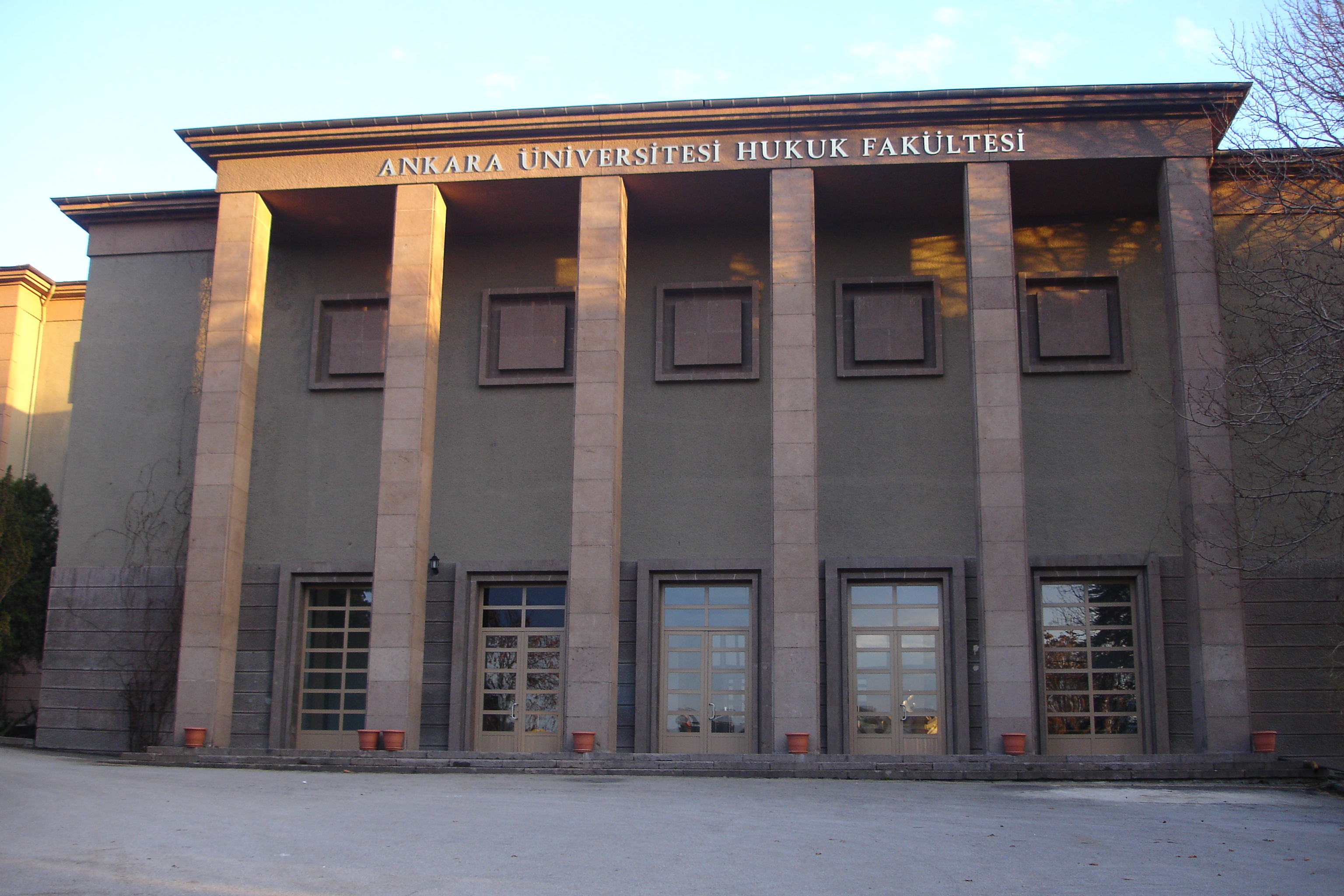
Università di Ankara, Facoltà di Giurisprudenza

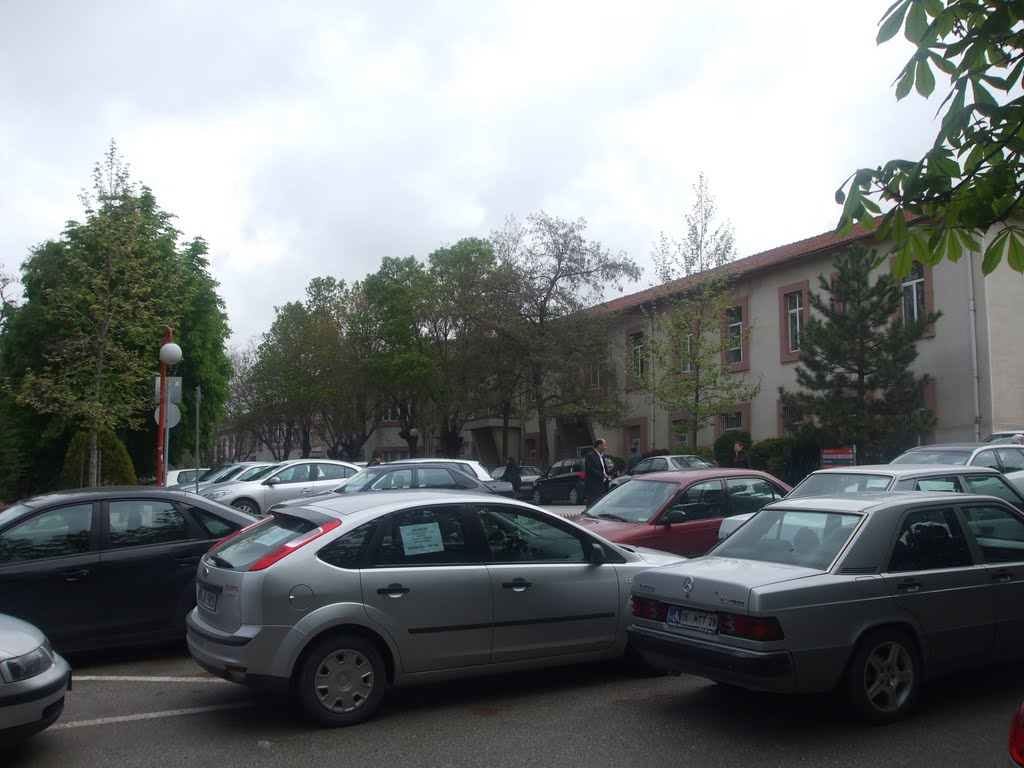
Scuola di Medicina dell'Università di Ankara

- Facoltà di Scienze Politiche (Mekteb-i Mülkiye)
- Facoltà di Giurisprudenza
- Facoltà di Scienze
- Facoltà di Ingegneria
- Facoltà di Comunicazione
- Facoltà di Scienze dell'Educazione
- Facoltà di Lingue, Storia e Geografia
- Facoltà di Teologia
- Facoltà di Agricoltura
- Facoltà di Scienze sportive

Ci sono anche 13 istituti facenti parte dell'Università di Ankara. Essi sono:
- L'Istituto di Scienza forense
- Istituto di Biotechnologia
- Istituto di Scienze dell'Educazione
- Istituto di Scienze naturali
- Istituto di sicurezza alimentare
- Istituto di Epatologia
- Istituto di Accelerazione delle Tecnologie
- Istituto delle Cellule staminali
- Istituto di fisica nucleare
- Istituto di Scienze della Salute
- Istituto di Scienze Sociali
- Istituto di Gestione delle Acque
- Istituto della storia della Rivoluzione turca

## Ricerca, Applicazioni e Centri di formazione
Ci sono 41 centri di Ricerca, Applicazione e Istruzione nell'Università di Ankara.